# Ка Силвањи (Римини)
Ка Силвањи је насеље у Италији у округу Римини, региону Емилија-Ромања.
Према процени из 2011. у насељу је живело 17 становника. Насеље се налази на надморској висини од 75 м.